# Kill Your Darlings (2013)
Kill Your Darlings is een Amerikaanse biopic uit 2013 onder regie van John Krokidas. De film beleefde zijn première op het Sundance Film Festival en verhaalt de jongere jaren van Allen Ginsberg aan de Columbia-universiteit, waar hij door toedoen van Lucien Carr in aanraking komt met de Beat Generation.

## Verhaal
Na het behalen van zijn middelbareschooldiploma in het begin van de jaren 40, laat Allen Ginsberg zijn ouderlijk huis in New Jersey achter voor de Columbia-universiteit in New York. Zijn vader, een poëet, moedigt hem aan; zijn mentaal beperkte moeder is minder enthousiast. Aan de universiteit laat muurbloem Allen onmiddellijk zijn oog vallen op de extraverte Lucien Carr, die de censuur van de universiteitsbibliotheek verwerpt. Het tweetal raakt met elkaar bevriend middels hun gemeenschappelijke interesse in poëzie; Lucien stelt hem voor aan het bruisende nachtleven van New York, waarin jazz, een overvloed aan alcohol en drugs niet mag ontbreken. 
Allen wordt voorgesteld aan verschillende intellectuelen, zoals William S. Burroughs, die zich op het moment van de ontmoeting waagt aan lachgas via een gasmasker. Als een puppy volgt hij Lu's elke stap, en doet hij alles wat hij van Allen verlangt. Al snel ontmoet hij Lu's andere bewonderaar, professor David Kammerer. Lu vertelt iedereen dat hij David als een insect beschouwt, maar maakt wel gebruik van diens hulp wanneer dat hem uitkomt - zoals bij het schrijven van zijn opstellen. David waarschuwt Allen om niet in Lu's web verstrikt te raken, omdat Lu hem volgens David uiteindelijk toch zal laten vallen voor een nieuwe liefhebber. Allen is echter blind van bewondering; en negeert Davids waarschuwing om zo veel mogelijk tijd met Lu door te brengen. Lu is kritisch over Allens werk, hetgeen Allen hard pusht om zijn hart en ziel te storten in zijn poëzie. 
Het mag echter niet baten; op het moment dat Allen zijn eerste meesterwerk heeft geschreven, vindt Lu zijn creatieve uitlaatklep bij een nieuweling, Jack Kerouac. Tot ongenoegen van Allen en Jacks vriendin Edie Parker, brengen Lu en Jack al hun vrije tijd met elkaar door. Op een avond besluit Allen om met Lu en Jack een boot te stelen en openbaart hij zijn meesterwerk. Lu en Jack zijn onder de indruk en besluiten hun creatieve krachten te bundelen. Op datzelfde moment worden ze gearresteerd door de politie voor het stelen van een boot en riskeren Allen en Lu om geschorst te worden. Allen probeert te breken met zijn brave imago en neemt daarom de schuld op zich.
Hierna volgt een periode van rebellie tegen het censuur van de universiteit, totdat ze worden verraden door David. Lu wordt Davids bemoeienis zat en vertelt hem in het openbaar dat hij hem nooit meer wil zien. Diezelfde avond bezat hij zich met Allen en Jack en zoent hij Allen. Allen is in de wolken en snapt niet dat Lu zich de volgende dag met Jack bij de marine wil melden in de hoop om voet op Franse bodem te zetten om uiteindelijk in Parijs te belanden. David wil Lu vergezellen, wat leidt tot een hevige discussie die uiteindelijk eindigt in een moord: Lu steekt David neer met een stiletto en dumpt hem in de Hudson. David is nog levend als hij het water raakt, en verdrinkt.
Na zijn arrestatie vraagt hij Allen om hulp. Hij kondigt aan dat hij wil vertellen dat hij zich verdedigde tegen de homoseksuele avances van David. Allen weet dat Lu ook homoseksuele gevoelens heeft en realiseert zich dat zijn verhaal niet waterdicht is. Hij gaat op onderzoek uit en komt tot de ontdekking dat Lu jaren eerder heeft geprobeerd om zelfmoord te plegen vanwege David. Na lang twijfelen, besluit Allen om niet langer voor Lu te liegen; in een essay schrijft hij zijn kijk op Lu en Davids relatie, die door de universiteit wordt verworpen, wat leidt tot zijn permanente schorsing. Lu wordt schuldig bevonden aan moord; Allen besluit om zich op zijn poëzie te storten en groeit uit tot een van de kernfiguren van de Beat Generation.

## Rolverdeling
| Acteur               | Personage            |
| -------------------- | -------------------- |
| Daniel Radcliffe     | Allen Ginsberg       |
| Dane DeHaan          | Lucien 'Lu' Carr     |
| Jack Huston          | Jack Kerouac         |
| Ben Foster           | William S. Burroughs |
| Michael C. Hall      | David Kammerer       |
| Elizabeth Olsen      | Edie Parker          |
| Jennifer Jason Leigh | Naomi Ginsberg       |
| David Cross          | Louis Ginsberg       |
| Kyra Sedgwick        | Marian Carr          |
| David Rasche         | Decaan               |
| John Cullum          | Professor Steeves    |

## Productie
De film was langdurig in ontwikkeling, en regisseur John Krokidas was lange tijd bezig met de financiering. In 2008 werd aangekondigd dat Daniel Radcliffe de hoofdrol op zich zou nemen. Door de opnamen van Harry Potter en de Relieken van de Dood deel 1 (2010) en Harry Potter en de Relieken van de Dood deel 2 (2011) moest hij zich echter genoodzaakt terugtrekken. Na hem werd Jesse Eisenberg aangesteld, met Chris Evans en Ben Whishaw als zijn tegenspeler. Toen na de opnamen van  de Harry Potter-reeks de film nog steeds niet in productie was, werd Radcliffe weer beschikbaar en werd hij gecast tegenover Dane DeHaan. Pas toen Radcliffe's film The Woman in Black (2012) een financieel succes bleek, en ook DeHaans film Chronicle - die gelijktijdig werd uitgebracht - geld in het laatje bracht, besloten de financiers dat investeren in dit project een veilige keuze was.
Elizabeth Olsens rol was aanvankelijk een stuk groter, maar moest in montagekamer flink ingekort worden ten behoeve van de speelduur en de filmstructuur. Volgens de regisseur toonde Olsen begrip voor de keuze.

## Ontvangst
De film ging in het voorjaar van 2013 in première op het Sundance Film Festival en kreeg daar positieve reacties. De film zal in Nederland worden uitgebracht in januari 2014.